# Rinteln (stacja kolejowa)
Rinteln (niem. Bahnhof Rinteln) – stacja kolejowa w Rinteln, w kraju związkowym Dolna Saksonia, w Niemczech. Według DB Station&Service ma kategorię 6.

## Linie kolejowe
- Linia Elze – Löhne
- Linia Rinteln – Stadthagen
- Linia Barntrup – Rinteln

## Połączenia
| Linia | Trasa                                                                                           | Takt     |
| ----- | ----------------------------------------------------------------------------------------------- | -------- |
| RB77  | Weser-Bahn (Bünde (Westf) –) Löhne (Westf) – Rinteln – Hameln – Elze – Nordstemmen – Hildesheim | godzinny |